# 狼真鮰
狼真鮰為輻鰭魚綱鯰形目北美鯰科的其中一種，分布於美國新墨西哥州、德州及墨西哥北部淡水流域，體長可達48公分，棲息在沙石底質的溪流，可做為觀賞魚。